# Hondius Inlet
Das Hondius Inlet (englisch; bulgarisch залив Хондий saliw Chondij) ist eine vereiste, 5,7 km breite und 6,7 km lange Bucht an der Spitze der Joerg-Halbinsel an der Bowman-Küste des Grahamlands  auf der Antarktischen Halbinsel. Sie liegt südöstlich des Three-Slice-Nunataks.
Britische Wissenschaftler kartierten sie 1963 und 1976. Die bulgarische Kommission für Antarktische Geographische Namen benannte sie 2013 nach dem flämischen Kartographen Jodocus Hondius (1563–1612), auf dessen 1595 veröffentlichter Weltkarte der Südkontinent Terra Australis erstmals sowohl von der Tierra del Fuego als auch von Neuguinea separiert dargestellt ist.